# Treehouse of Horror XXII
«Treehouse of Horror XXII» (с англ. — «Домик ужасов: XXII выпуск») — третий эпизод двадцать третьего сезона Симпсонов. Эпизод вышел в эфир 30 октября 2011 года на телеканале «Fox».

## Сюжет

### Начало
Когда Барт, Лиза и Мэгги возвращаются с прошения конфет у соседей, Мардж меняет конфеты на продукты, полезные для зубов, и говорит Гомеру, чтобы тот доставил конфеты морской пехоте. Вместо этого Гомер убегает с мешком конфет, чтобы съесть их одному около обрыва. К несчастью, он поскальзывается и падает на дно каньона, и ему придавило руку камнем. Мешок находится далеко от Гомера, и ему приходится ждать спасателей 20 минут. Гомер не выдерживает и откусывает себе придавленную руку. Подобравшись к мешку, Гомер обнаруживает, что в мешке были овощи, в то время как дети, смеясь, едят украденные сладости.

### «The Diving Bell and the Butterball» (сангл.—«Скафандр и сыр в масле»)
Гомер начинает украшать дом к Хэллоуину и хочет достать украшение в форме паука. Паук (чёрная вдова) оказывается настоящим и кусает его. После укуса Гомер оказывается парализован — не может двигаться или говорить. Лиза читает ему «Братьев Карамазовых» и узнаёт, что Гомер может общаться через выход газов. Семья поражена этим, и Лиза помогает Гомеру сказать Мардж, как он её любит. Когда Гомера снова кусает паук (на этот раз радиоактивный), у него появляются те же способности, что и у Человека-Паука, хотя он всё ещё парализован. Остановив грабителей банка, Гомер вместе с Мардж улетают на паутине в закат.

### «Dial D for Diddly» (сангл.—«Нужен дидлинг — нажмите "Д"»)
Услышав, что Бог приказывает ему убивать людей, Нед Фландерс становится серийным убийцей, и его цели — нелюбимые люди Гомера. Когда же Фландерс узнаёт, что Богом оказался Гомер, общавшийся с ним через изменитель голоса, он злится. Гомер говорит Неду, что Бога не существует, и специально поджигает Библию. Сам Бог появляется и душит Гомера до смерти. Мардж умоляет Бога, чтобы тот вернул всё на прежнее место, но тот говорит, что боится этим рассердить Дьявола. Нед говорит, что хуже уже быть не может, и тут из Ада появляется погибшая жена Фландерса, Мод, которая является любовницей с Дьяволом.

### «In the Na’Vi» (сангл.—«В стране На’Ви»)
В будущем у Клоуна Красти проблемы с развлечением. На далёкой планете Ригель-7 есть священный экстракт под названием Смешириум, где у людей поднимается настроение. Красти использует военную силу, чтобы добыть екстракт. Новички Барт и Милхаус трансформируются в тела ригелианцев. Их миссия проходит успешно, и от Барта беременеет дочь Кэнга и Кодоса, Камала. Выясняется, что Смешириум используется местными жителями, чтобы уменьшить перепады настроения у беременных женщин, и новичкам показывают, откуда его берут ригелианцы. Потом Милхаус говорит местоположение экстракта военным, и они атакуют народ. Во время битвы жителям помогают все животные планеты, и войска побеждены. Кэнг и Кодос подтверждают, что они дали бы Смешириум людям, если бы они просто попросили.

## Культурные отсылки
- В начале серии Гомер появляется в костюме доктора Манхэттена из комикса «Хранители».
- В начале серии, когда Гомер едет на машине и Преподобный Лавджой, переходя дорогу, смотрит на него, нахмурившись, является отсылкой к фильму «Психо».
- Падение Гомера с обрыва в начале серии — пародия на фильм «127 часов».
- Общение парализованного Гомера и способ записи его слов — это пародия на фильм «Скафандр и бабочка».
- Первый сегмент пародирует первого «Человека-паука» и фильм «Скафандр и бабочка».
- Второй сегмент пародирует сериал «Декстер».
- Смерть Пэтти и Сельмы во второй истории — отсылка к мультсериалу «Хитрый койот и Дорожный бегун».
- Третий сегмент пародирует фильм «Аватар».
- В финальной сцене Эйб Симпсон появляется в чёрной балетной пачке и спрашивает, когда будет пародия на «Чёрного лебедя»).

## Критика и отношение публики
- Хайден Чайлдс из «The A.V. Club» дал эпизоду оценку «C+», прокомментировав, что «сценаристам, видимо, надоедает делать пародии на фильмы, вот и получаются сюжеты странными. Юмор в серии неплох, но не слишком солиден»[1]
- Во время премьеры эпизод просмотрели 8,1 миллионов людей в США. Он получил 4.0 балла по рейтингу Нильсена среди людей 18-49 лет, что меньше премьеры прошлого хэллоуинского эпизода[2].